# Повіт Сібецу
Пові́т Сібе́цу (яп. 標津郡, しべつぐん, МФА: [ɕibet͡su guɴ]) — повіт в Японії, в окрузі Немуро префектури Хоккайдо.